# محمد عبد الحي (شاعر)
محمد عبد الحي شاعر سوداني بارز واستاذ في الأدب المقارن وواحد من رواد التجديد في الشعر .

## الميلاد والنشأة
ولد محمد عبد الحي في الخرطوم بالسودان في 11 أبريل / نيسان 1944م، من اسرة كانت تهتم بالتعليم. فخاله سعد الدين فوزي كان أول عميد لكلية الاقتصاد بجامعة الخرطوم حين سودنتها في عام 1955م، وجده لأمه إسماعيل كان يكتب الشعر. وكان والده عبد الحي يعمل مهندساً في مصلحة المساحة كثير التنقل في مختلف أقاليم السودان مصطحبا معه عائلته بما فيها الصبي محمد الذي ترعرع في هذه البيئات المختلفة مما انعكس لاحقا في أشعاره. ووالدته هي السيدة عزيزة إسماعيل فوزي التي قالت عن نشأة أبنها «لقد كان ابني منذ نعومة أظفاره مولعاً بقراءة مجلة الصبيان ومجلات الأطفال الأخرى التي ترد من الخارج ... وكان يكتب في الصحف الحائطية ... وحينما صار صبياً كان يكتب بعض الأبيات الشعرية المتفرقة عن الحياة والطبيعة إلى أن عرف والده بذلك ونهاه عن كتابة الشعر حتى لا تؤثر على مستواه الدراسي لكن محمد كان يخفي كتب الشعر وسط كتبه المدرسية». وذكر والده «أنه سمح له بالكتابة بعد أن زارهم جمال محمد أحمد صديق الأسرة الذي كان يعمل سفيراً للسودان لدى لبنان، وأخبرهم أن عدداً من المثقفين اللبنانيين يسألون عن محمد عبد الحي وأن كتاباته تثير ضجة في الأوساط الأدبية هناك». تزوج محمد عبد الحي من عائشة موسى السعيد وله منها أربعة أبناء.

## تعليمه
التحق محمد عبد الحي بالمدارس النظامية وعرف عنه نبوغه في الدراسة وولوعه بكتابة الشعر التي بدأ فيها أثناء دراسته بالمرحلة المتوسطة ووصل إلى المرحلة الدراسية الثانوية في سن مبكرة حيث دخل مدرسة حنتوب الثانوية الشهيرة وهناك أكمل كتابة قصيدته الشهيرة «سنار» في العام الدراسي الثالث، كما كتب قصيدة «عريس المجد» في رثاء الشهيد القرشي والتي قرأت أثناء دفنه.
التحق عبد الحي بجامعة الخرطوم في عام 1962 وتم قبوله فيها طالباً بكلية الطب، لكنه آثر الالتحاق بكلية الآداب بالجامعة نفسها وسرعان ما أبدى فيها تفوقاً أهله فيما بعد ليصبح فيها أستاذا للأدب الإنجليزي بعد تخرجه عام 1967 في شعبة اللغة الإنجليزية بمرتبة الشرف. ثم سافر إلى انجلترا في بعثة للدراسات العليا بجامعة ليدز حيث أعد رسالة الماجستير عن الشاعر الأسكتلندي أدوين مويير بعنوان «الملاك والفتاة: الضرورة والحرية عند أدوين مويير»، وفي عام 1972 نال درجة الدكتوراه من جامعة أكسفورد في أطروحة بعنوان «التفكير والتأثير الإنجليزي والأمريكي على الشعر العربي الرومانسي». وقامت بترجمته إلى العربية لاحقاً في عام 1982 أرملته الدكتورة عائشة موسى السعيد بناء على وصية منه.

## أعماله الشعرية ونشاطه الأدبي
إزدادت شهرة محمد عبد الحي الأدبية بعد دخوله جامعة الخرطوم حيث كان يقرأ قصائد شعره في المحافل والندوات داخل الجامعة وخارجها، كما كان يكتب في الصحف والمجلات الحائطية وكذلك في الصحف السودانية خاصة صحيفة الرأي العام السودانية. وفي عام 1963م، نُشرت قصيدته «العودة إلى سنار» التي أثارت ضجة كبيرة في صحيفة الرأي العام السودانية ثم نشرت في مجلة الشعر المصرية ومجلة شعر اللبنانية لتشتهر في الوطن العربي. وتعتبر القصيدة من الأعمال الأولية لتيار مدرسة الغابة والصحراء وقد كتبها وهو في الثامن عشرة من عمره تقريباً.
 كما كتب محمد عبد الحي عدداً أخر من المجموعات الشعرية من بينها «حديقة الورد الأخيرة». وأصدر العديد من الكتب والدراسات باللغة الإنجليزية وواللغة العربية مثل كتاب «الرؤيا والكلمات» حول شعر التجاني يوسف بشير و دراسة عن السياسات الثقافية في السودان نشرتها منظمة اليونيسكو.
ونشرت له عدة تراجم في الصحف والمجلات والدوريات المحلية والعربية مثل صحيفتي «الرأي العام» و«الأيام» السودانيتين ومجلة «الدوحة» القطرية والتي نشر فيها مقالة في عام 1979 م حول إشارات التشابه ما بين الأديب الإنجليزي وليم بليك والأديب السوداني معاوية نور. ومن ترجماته أيضاً قصيدة «أغنية حب جيه. ألفرد بروفروك» (بالإنجليزية The Love Song of J. Alfred Prufrock) للشاعر الإنجليزي ت. س. إليوت التي نشرها في عام 1973م كما ترجم إلى العربية قصائد أخرى من اللغة الإنجليزية للشاعر البريطاني إليوت وكذلك كتاب «أقنعة القبيلة دراسة ومختارات من الشعر الأفريقي».
ينتسب محمد عبد الحي في رأي الكثيرين إلى لمدرسة الغابة والصحراء حيث تحمل اشعاره ملامح ذلك التيار الشعري الذي ساد الساحة الأدبية في السودان في سبعينيات القرن الماضي تمحور حول تعريف الهوية السودانية، وكان عبد الحي يرى في تكوين الشخصية السودانية بأنه هجين عربي - زنجي، وأن رأب الصدع في السودان لا يتأتى إلا بالحل الثقافي وليس بالحرب ومن خلال الجمع بين الثقافتين العربية - الزنجية دون تغليب واحدة منهما على الأخرى، وفي هذا السياق يصب رمز سنار الدولة السودانية التي تكونت من تحالف عنصري السودان.
يقول عبد الحي في قصيدة «العودة إلى سنار»:
افتحوا للعائد الليلة أبواب المدينة
افتحوا أبواب المدينة
بدوي أنتَ؟.. لا
من بلاد الزَنج؟ ...لا
أنا منكم. تائه عاد يغنِي بلسان
ويصلَي بلسان
من بحار نائيات
لم تنر في صمتها الأخضر أحلام المواني
وهناك بعض النقاد الذين يرون أن عبد الحي كان متأثراً بالأدب الغربي وأن قصائده أشبه بترجمات لقصائد غربية وهو ما نفاه عبد الحي نفسه. ويراه فريق أخر من النقاد بأنه أصولي الفكر تأثر بكل من محي الدين بن عربي وإخوان الصفاء.
 ومنهم من يرى بأن اعماله تحمل طابعا صوفيا.

## قالوا عنه
وفقا للناقد اللسوداني مجذوب عيدروس يعتبر كتاب «تجليات الشعر الإنجليزي والأميركي في الشعر العربي الرومانسي» للدكتور عبد الحي مرجعا لا غنى عنه بالنسبة لدارسي الأدب المقارن وللمهتمين بالشعر العربي الحديث. وبالنسبة للناقد عامر محمد أحمد فأن عبقرية عبد الحي تتجلي في وعيه المبكر بالحداثة وبتأثير الشعر الإنجليزي والأميركي على الشعر العربي.

## دوواوينه
- الله في زمن العنف
- أقنعة القبيلة

## نشاطه المهني
عُين عبد الحي بعد تخرجه من جامعة الخرطوم في 1967 مساعد تدريس في شعبة اللغة الإنجليزية ثم أستاذاً للأدب المقارن والأدب الإنجليزي بجامعة الخرطوم في مطلع سبعينيات القرن الماضي وهي المهنة التي ظل يمارسها حتى وفاته. كما عمل مقدم برنامج أعده بنفسه للإذاعة السودانية بعنوان «أقنعة القبيلة» في الغترة ذاتها.

## نشاطه السياسي
انضم محمد عبد الحي إلى تنظيم الإتحاد الأشتراكي السوداني، الحزب السياسي الوحيد إبان عهد الرئيس السوداني السابق جعفر نميري وهو ما أثار عليه كثيراً من الجدل والنقد التساؤل والاستياء لكنه تمكن في تلك الفترة من أنشاء مركز ثقافة الطفل والثقافة الجماهيرية بالخرطوم وقام كذلك بتنظيم احتفالية دورية شهيرة هي مهرجان الثقافة التي دعي إليها عددا من مشاهير الشعراء بالدول العربية مثل محمود درويش وأحمد مطر ونزار قباني. كما قام بتأسيس «مجلة الآداب »الخاصة بكلية الآداب بجامعة الخرطوم وكان أول رئيس تحرير لها. كذلك قام بتحرير الملحق الثقافي بصحيفة الرأي العام بالاشتراك مع يوسف عيدابي .

## مرضه
أصيب محمد عبد الحي في عام 1980 م، بجلطة دماغية أدت إلى فقدانه ذاكرته وضاع علمه كله واللغات التي يعرفها بما فيها اللغة الأم العربية، وأجريت له عملية جراحية في القلب في أكتوبر / تشرين الأول سنة 1980م، في لندن حيث تماثل للشفاء جزئيا وبدأ في تعلم القراءة والكتابة من البداية وأبدى قوة إرادة مكنته من تجاوز مرحلة إعاقته واعيد إلى وظيفته بالجامعة. وأصبح في تلك الفترة كثير التدين. وفي عام 1987 م، أصيب مرة أخرى بالجلطة أثناء وجوده في مدينة مانشستر البريطانية أدت إلى شلل في اطرافه. وفي منتصف شهر يونيو / حزيران 1989م، تعرض مرة أخرى للمرض ونقل إلى مستشفى سوبا الجامعي بالخرطوم.

## وفاته
توفي محمد عبد الحي في 23 أغسطس/ آب عام 1989م، بمستشفى سوبا الجامعي بالخرطوم وهو في السادسة والأربعين من عمره.